# 板付遺跡
座標: 北緯33度33分55.7秒 東経130度27分10.1秒 / 北緯33.565472度 東経130.452806度

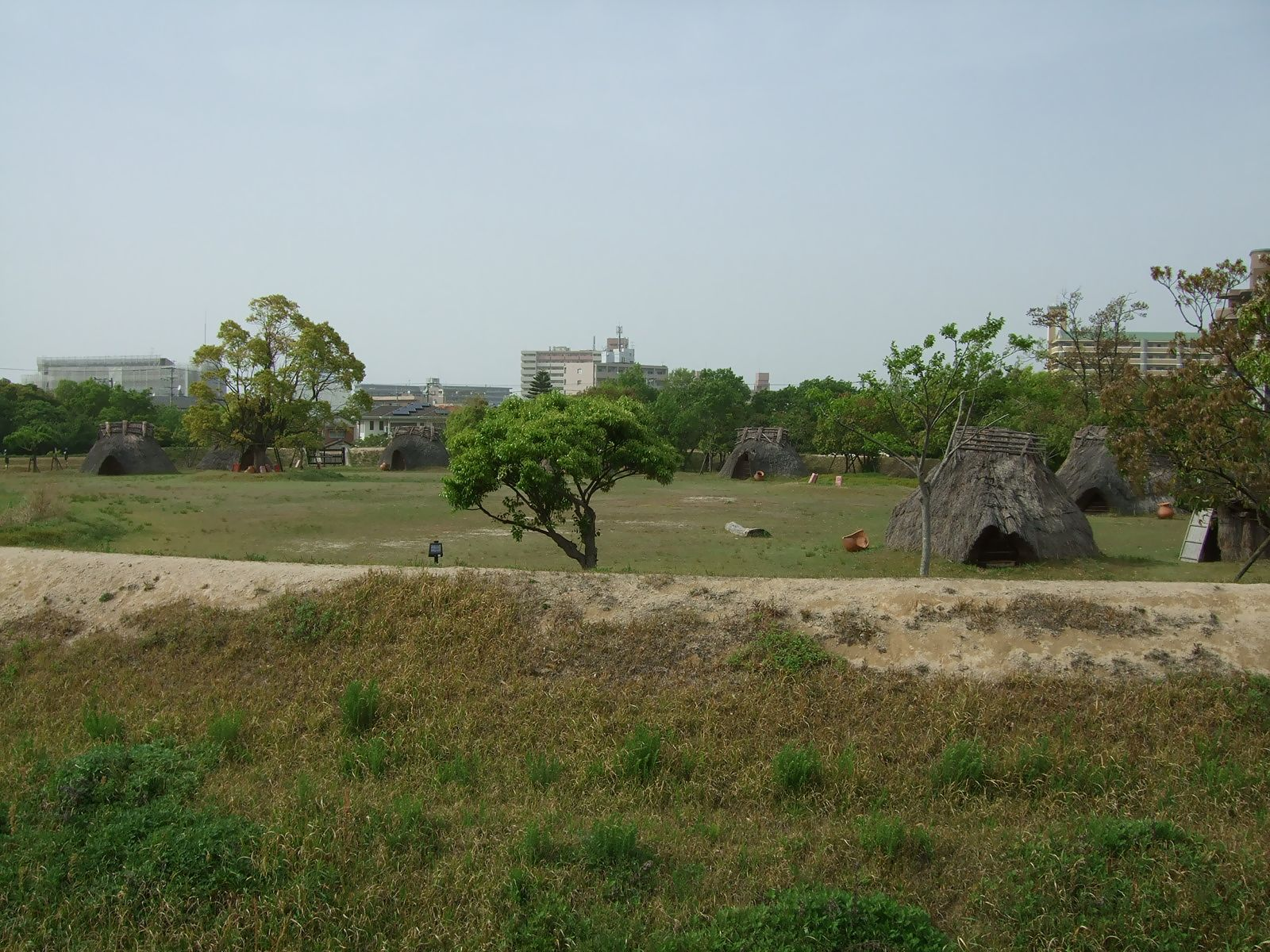
板付遺跡の環濠集落（復元）

板付遺跡（いたづけいせき）は、福岡県福岡市博多区板付にある縄文時代晩期から弥生時代後期の複合遺跡。国の史跡に指定されている。遺跡は竪穴建物や水田が復元された公園になっており、展示施設（板付遺跡弥生館）もある。佐賀県唐津市にある菜畑遺跡に次ぐ水稲耕作遺跡であり、福岡県粕屋町の江辻遺跡に次ぐ、日本でも最初期の環濠集落でもある。

## 沿革
1916年（大正5年）に、中山平次郎が、甕棺内から青銅製の矛や剣が出土したことを学会に報告した。弥生土器に金属器がともなうことの初めての報告であった。
1950年（昭和25年）1月、竹下駅前で仕立て屋を営んでいた在野の考古学研究者である中原志外顕（しげあき）が、ゴボウ畑を調査中に、当時縄文土器とされていた晩期の夜臼式（柏崎式）土器（刻目突帯文土器）と弥生土器とされていた前期の板付式土器（板付Ⅰ式土器）を同時に採集し、最古の弥生時代の遺跡である可能性が浮上した。日本考古学協会の共同研究「日本農耕文化の生成」の一環として、中原や九州大学の岡崎敬、明治大学の杉原荘介らを中心とした発掘調査が4年間にわたり行われ、断面V字形の環濠や貯蔵穴、竪穴建物などが検出され、板付式土器などと共に石包丁などの大陸系磨製石器が出土し、日本最古の環濠集落であることが確実となった。また、炭化米や籾圧痕の付いた土器などが出土したことで稲作農耕の存在が確認された。
1970年（昭和45年）以降、公団板付団地の建設や区画工事などに伴い、福岡市教育委員会による発掘調査が実施され、1976年（昭和51年）には国の史跡に指定。1978年（昭和53年）には、弥生I層（弥生時代前期）より下の縄文時代晩期末の土層から大区画の水田跡と木製農機具、石包丁なども出土し、用水路に設けられた井堰などの灌漑施設が確認された。畦の間隔から水田の一区画は400平方メートルと推定され、花粉分析から畑作栽培も推定された。この結果、水稲農耕それ自体は弥生時代最初の板付Ⅰ式土器期よりも溯ることが明らかになった。

## 遺跡
本遺跡は、福岡平野のほぼ中央に位置し、標高7～9メートルほどの段丘と周辺の沖積地に広がっている。弥生時代開始期の遺跡である。

### 旧石器時代
後世の遺構に混入した状態だが、旧石器時代後期の旧石器が出土している。

### 縄文時代
弥生時代の層の下層から、縄文時代早期（約9,000～6,000年前）の押型文土器が出土している。

### 弥生時代

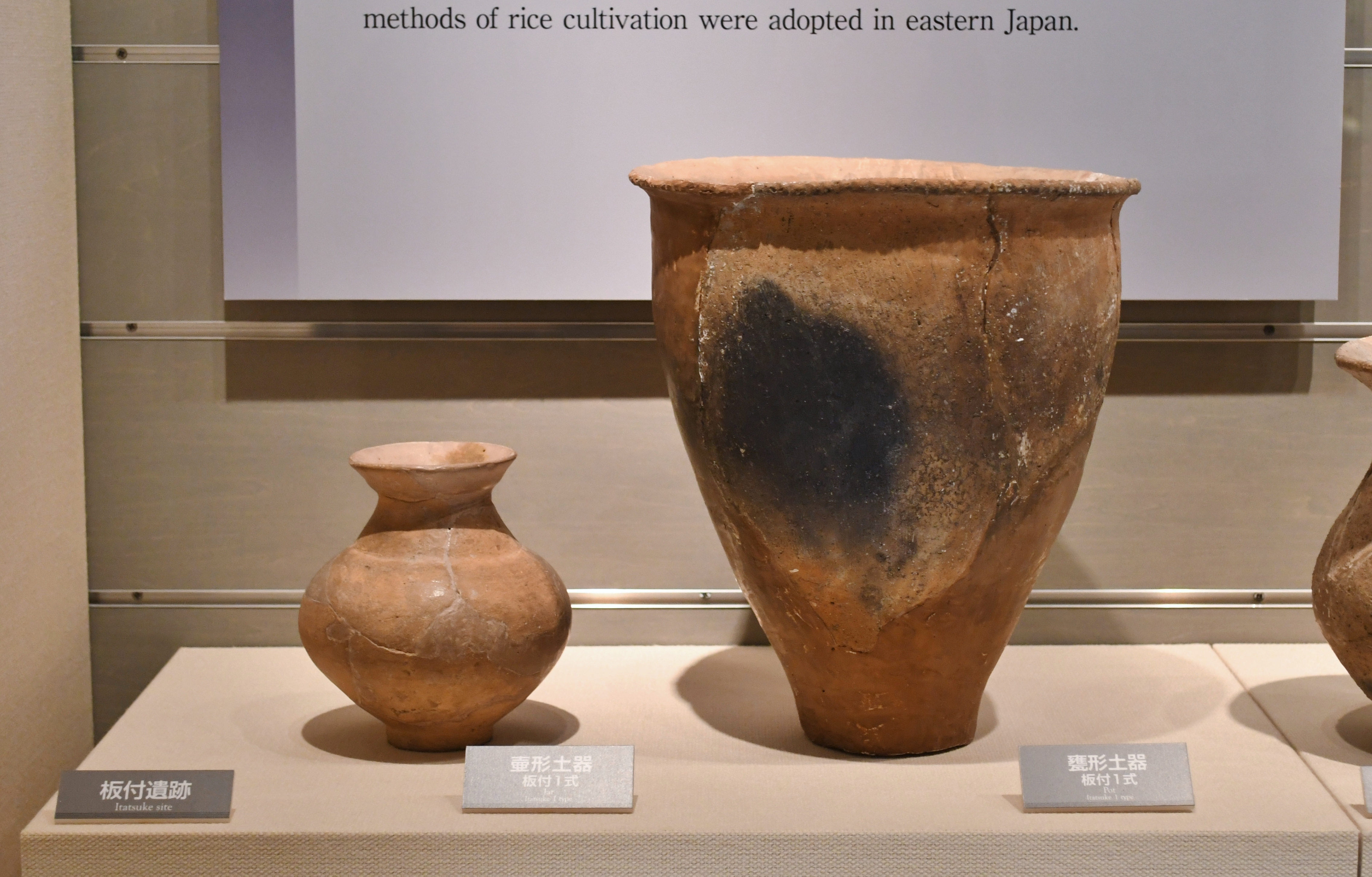
出土土器（板付1式）明治大学博物館展示。

低台地上の環濠集落と周辺の沖積地には水田跡が広がり、やや離れた位置には墓地が見られる。環濠の内部は後世の削平で失われており、現在復元されている竪穴建物は、江辻遺跡などの同時期の建物跡を元に復元されたものである。
環濠は、平面形は卵形で、南北110メートル、東西81メートル。幅1～5メートル、深さ1～2.5メートル、断面V字形。内外側に1～1.5メートルほどの土塁を作っていたと推定されている。穀物などの貯蔵穴は地面に掘った穴蔵で、平面形は方形または長方形で、時期が下ると円形になる。深さは1～2メートルほどで、断面形が袋状になる。夜臼期から板付Ⅱ式までの貯蔵穴があり、環濠の北側と南側で合計200基以上確認されている。
水田は台地の西側の沖積地で見つかっている。幹線水路、井堰、取排水溝、畦畔などが伴う。夜臼式（柏崎式）土器期の水田構造が、その後も踏襲されていると考えられている。
板付Ⅰ式土器の機種は甕、壺、鉢、高坏からなる。器表面を板で叩いてならす手法を多用している。この特徴は西日本に広まった遠賀川式土器に共通している。
これをもって最古の弥生文化（早期）が始まる。つまり、農耕社会と捉えてよい。本格的な稲作が行われた縄文水田として話題になったが、一部の学者の説によっては弥生時代早期だともされる。日本での初期集落、稲作を知る上で重要な遺跡である。
弥生前期から中期にかけての出土品は、磨製石鏃が12、石剣1口である。

## 保存
板付遺跡の環濠集落は1993年（平成5年）に復元され、板付遺跡公園として整備された。公園では、復元された水田での田植えや収穫などのイベントも行なわれている。
板付遺跡の出土品は、公園に併設された板付遺跡弥生館や福岡市博物館で展示されている。板付遺跡弥生館は年末年始を除く9時から17時まで開館している（ただし入場は16時30分まで）。

## 文化財

### 国の史跡
- 板付遺跡 - 1976年（昭和51年）6月21日指定、2000年（平成12年）3月16日・2002年（平成14年）12月19日・2006年（平成18年）1月26日に史跡範囲の追加指定[3]。

## アクセス
バス（西鉄バス）
- 博多駅から：博多バスターミナル1階13番のりばから29番・40番板付七丁目行きに乗車、「板付団地第二」で下車。
- 西鉄大橋駅から：東口ターミナル3番乗り場から5番板付七丁目行きに乗車、「板付団地第二」で下車。
- このほか41番の「板付二丁目」停留所も付近にあるが、板付遺跡弥生館へは上記バス停のほうが近い。

自家用車
駐車スペースが少ないため注意が必要。
- 福岡高速道路（都市高速）から：博多駅東出入口方面からの場合月隈出入口で、福岡インターチェンジ方面からの場合は金の隈出入口で、野芥出入口方面からの場合は西月隈出入口を利用。いずれの場合も国道3号福岡南バイパスに入り、「上月隈」交差点から西方向に進む。しばらく直進すると案内標識があるので、それに従い右折。